# Predrag Vejin
Predrag Vejin (serbisch-kyrillisch Предраг Вејин; * 17. Dezember 1992 in Apatin, BR Jugoslawien) ist ein serbischer Handballspieler.

## Karriere

### Verein
Der 1,96 m große rechte Rückraumspieler spielte in Serbien für Metaloplastika Šabac, ehe er im Jahr 2013 nach Spanien zu Ademar León wechselte. Nach zwei Jahren in der Liga Asobal ging er nach Frankreich zu Dunkerque HBGL. In der Saison 2016/17 lief er zunächst für den al-Jazira Club in den Vereinigten Arabischen Emiraten auf, bevor er im Februar 2017 beim nordmazedonischen Erstligisten HC Metalurg Skopje unterschrieb. Im Sommer 2017 kehrte er nach León zurück. Anschließend spielte er in Serbien für den RK Železničar 1949, in Israel für AS SGS Ramat haScharon und in Polen für Wisła Płock. Ab 2021 lief er für den kroatischen Verein RK Nexe Našice auf. Seit dem Sommer 2024 steht er beim griechischen Erstligisten Olympiakos SFP unter Vertrag.

### Nationalmannschaft
Mit der serbischen A-Nationalmannschaft belegte Vejin den 11. Platz bei der Weltmeisterschaft 2023, dabei warf er drei Tore in zwei Einsätzen. Bisher bestritt er 16 Länderspiele, in denen er 28 Tore erzielte.